# كونج دجي-يونغ
كونج دجي-يونغ (هانغل: 공지영) هي كاتِبة كورية جنوبية، ولدت في 31 يناير 1963 في سول في كوريا الجنوبية.

## وصلات خارجية
- كونج دجي-يونغ على موقع IMDb (الإنجليزية)
- كونج دجي-يونغ على موقع قاعدة بيانات الفيلم (الإنجليزية)